# Голб, Норман
Норман Голб (англ. Norman Golb; 15 января 1928, Чикаго, Иллинойс — 29 декабря 2020, Чикаго, Иллинойс) — американский историк-источниковед.

## Биография
Родился в Чикаго, штат Иллинойс, в 1928 году Профессор еврейской истории и цивилизации в Восточном институте Университета Чикаго. Получил докторскую степень в Университете Джонса Хопкинса в 1954 году. В 1958 году поступил на факультет Еврейского Union College, Цинциннати, с 1963 году работает в Университете Чикаго. Голб также был приглашённым исследователем в Университете штата Висконсин (1957—1958), Гарвардском университете (1966) и Тель-Авивском университете (1969—1970).

### Исследования средневековой еврейской письменности
Голб является первооткрывателем в 1962 году Киевского письма — самого раннего документа, принадлежавшего еврейскому жителю Киева. Он также определил Овадию Прозелита как автора одной из старейших известных музыкальных рукописей на иврите (XII век). Им были открыты самый ранний из сохранившихся юридический протокол евреев Сицилии, новый документ, касающийся Первого крестового похода, и неизвестные ранее рукописи, связанные с руанскими евреями.
Важным открытием стало обнаружение Голбом среди документов Каирской генизы оригинальной хазарской рукописи, а также датированного XI веком документа, описывающего переход европейца в иудаизм.

#### Исследования рукописей Мёртвого моря
Голб является крупным исследователем Кумранских рукописей. С момента их находки в середине XX века и вплоть до 1990-х годов рукописи были закрыты для широкого круга исследователей. Публикации избранных текстов узкой и замкнутой группы исследователей шли очень избирательно и крайне медленно. Это привело к распространению и господству единственной Кумрано-ессейской теории о происхождении рукописей, утверждающей, что все рукописи были созданы общиной ессеев, жившей в поселении Кумран на берегу Мёртвого моря, члены которой затем спрятали рукописи в пещерах.
В 1990-х годах Голб в числе прочих выступал за преодоление академической замкнутости исследований в этой области и предоставление доступа к изучению свитков широкому кругу учёных, что и было достигнуто. Это стало началом нового перспективного этапа в кумранологии.

#### Теория иерусалимского происхождения рукописей
Голб является ключевым сторонником современной оппозиционной теории иерусалимского происхождения Рукописей Мёртвого моря. В доказательство своих взглядов Голб приводит данные текстологического изучения рукописей и археологических исследований Кумранского плато.
Так, когда через почти 50 лет с момента открытия рукописей была закончена публикация всего комплекса Кумранских рукописей стало очевидно характерное для них крайнее разнообразие. Среди почти 600 документов есть начертанные на коже, папирусе, глиняных черепках, медных и деревянных табличках. Тексты написаны на множестве языков, среди которых древнееврейский, арамейский, набатейский, греческий, латинский, сирийско-палестинский и арабский. Одновременно они сильно разнятся по времени создания и очень разнообразны по религиозной тематике. Взгляд на рукописи в целом, таким образом, не оставлял Голбу, как исследователю, возможности далее придерживаться теории происхождения их из какой-либо одной религиозной общины, будь то община ессеев или какая-либо другая.
Вопреки утверждениям кумрано-ессейской теории, вопрос о том, кто же написал рукописи Мёртвого моря, оставался и продолжает оставаться открытым.
Необходимость поиска новых подходов к изучению рукописей стала очевидной после проведённых Йицхаром Гиршфельдом археологических раскопок в Кумране и Эйн-Геди в 1996—2002 гг. Результаты раскопок показали, что строения, расположенные вблизи пещер, которые раньше считались остатками трёх кумранских поселений, на деле некогда представляли собой большое сельскохозяйственное и ремесленное поселение, специализировавшееся, в частности, на производстве керамики. Под землёй обнаружилась сложная водопроводная система, состоящая из бассейнов и цистерн, в которых глина проходила все этапы технологического процесса.
Идентичность керамики в пещерах и керамики, найденной в Кумранском комплексе первыми археологами под руководством о. Ролана Де Во, была основным аргументом сторонников кумарно-ессейской теории, подтверждавшей связь рукописей с близлежащим поселением. Хорошо обоснованное предположение И. Гиршфельда о том, что керамика в Кумране производилась на продажу, дал возможность Голбу в рамках своей теории объяснить наличие глиняных сосудов в пещерах не созданием рукописей в Кумране (где такое количество разнообразных по содержанию, языку, и времени создания текстов просто не могло быть написано), а тем фактом, что они были куплены или взяты в ближайшем поселении просто для сохранения нескольких свитков (в сосудах находилось около десяти) в сохранности.
Утверждение о проживании в Кумране какой-либо многочисленной общины современными археологами также было поставлено под сомнение, поскольку к тому моменту, когда римляне разрушили Кумран во время восстания местных жителей (68 г. н. э.), центр гончарной промышленности находился в этой области не меньше столетия. А до этого поселение было очень небольшим и представляло собой одно из укреплений на восточной (наббатейской) границе Израильского царства.
Доказывая, таким образом, отсутствие связи Кумранского поселения и найденных в близлежащих пещерах рукописей, Голб делает попытку проследить возможное происхождение рукописей. Основываясь на анализе содержания так называемого Медного Свитка, а именно указании на захоронение вместе с сокровищами Иерусалимского Храма — монетами и сосудами — неких рукописей (свитков), Норман Голб делает предположение о том, что рукописи вероятно хранились в генизе Храма, а затем, незадолго до взятия Иерусалима римлянами и падения Второго Храма 28 августа 70 г. были из Храма вынесены и сокрыты в пещерах Кумрана, которые расположены в точности на пути из Иерусалима к Масаде и к морю.
Так, используя данные современных археологических раскопок и текстологические исследования рукописей, и в том числе Медного Свитка , Н. Голб делает вывод о том, что, наиболее вероятно, свитки Мёртвого моря найденные в Кумране не были произведением ессеев или какой-либо другой отдельной религиозной общины, но их безусловное текстологическое и содержательное разнообразие требует определения рукописей как выражающих воззрения широких кругов иудейства периода Второго Храма.
Предложенный Голбом подход, в основе которого лежит теория иерусалимского происхождения рукописей, раскрывает широкие возможности для дальнейших исследований текстов.
Теория Голба подробно изложена им в работе «Кто написал свитки Мёртвого моря?» (1995). Основным оппонентом Голба является профессор университета Нью-Йорка Лоуренс Шиффман.

## Избранная библиография
- (1998) The Jews in medieval Normandy: A social and intellectual history New York: Cambridge University Press.
- (1997) Judaeo-Arabic studies: proceedings of the Founding Conference of the Society for Judaeo-Arabic Studies Amsterdam: Harwood Academic Publishers. (Conference Proceedings from the Founding Conference of the Society for Judaeo-Arabic Studies)
- (1995) Who wrote the Dead Sea scrolls?: The search for the secret of Qumran New York: Scribner.
- (1994) «The Dead Sea Scrolls and the Ethics of Museology» (Journal Article in The Aspen Institute quarterly: AQ : issues and arguments for leaders)
- (1992) «The Freeing of the Scrolls and Its Aftermath» (Journal Article in The Qumran chronicle)
- (1992) «The Qumran-Essene Hypothesis: A Fiction of Scholarship» (Journal Article in The Christian century)
- (1990) «Khirbet Qumran and the Manuscripts of the Judaean Wilderness: Observations on the Logic of their Investigation» (Journal Article in Journal of Near Eastern studies)
- (1989) «The Dead Sea Scrolls: A New Perspective» (Journal Article in The American scholar)
- (1985) Les Juifs de Rouen au Moyen Age: Portrait d’une culture oubliée Rouen: Université de Rouen. (Book in the series Publications de l’Université de Rouen)
- (1984) «A Marriage Document from Wardunia de-Baghdad» (Journal Article in Journal of Near Eastern studies)
- (совместно с Omeljan Pritsak). (1982) Hebrew documents of the tenth century Ithaca: Cornell University Press.
- (1980) «The Problem of Origin and Identification of the Dead Sea Scrolls» (Journal Article in Proceedings of the American Philosophical Society held at Philadelphia for promoting useful knowledge)
- (1976) Toledot hayehudim be’ir rouen bimé habenayim Tel Aviv, Israel: Dvir Publishing House.
- (1973) A Judaeo-Arabic Court Document of Syracuse, A.D. 1020 (Journal Article in Journal of Near Eastern studies)
- (1972) Spertus College of Judaica Yemenite manuscripts Chicago: Spertus College of Judaica Press.
- (1967) The Music of Obadiah the Proselyte and his Conversion (Journal Article in The Journal of Jewish studies)
- (1965) Notes on the Conversion of Prominent European Christians to Judaism During the Eleventh Century (Journal Article in The Journal of Jewish studies)
- (1957) «Literary and Doctrinal Aspects of the Damascus Covenant in the Light of Karaite Literature» (Journal Article in The Jewish Quarterly Review: New Series)
- (1957) «Sixty Years of Genizah Research» (Journal Article in Judaism)